# Union 92 Berlin
Der Berliner Thor- und Fußball-Club Union 1892 war ein Fußballverein aus Berlin. Er wurde am 8. Juni 1892 gegründet und bestand bis zum 27. Juli 1927, als der Verein mit Vorwärts 90 Berlin zu Blau-Weiß 90 Berlin fusionierte. Im Jahr 1900 zählte er zu den Gründungsvereinen des DFB. 1905 gewann Union 92 die deutsche Meisterschaft.

## Geschichte

### Fußball
Schon bald nach seiner Gründung entwickelte sich Union 92 zu einem der führenden Berliner Clubs. 1897/98 spielte der Verein in der höchsten Klasse des Deutschen Fußball- und Cricket-Bundes. Danach von 1900 bis 1918 ununterbrochen in einer der damals höchsten Spielklassen Berlins. Als sich der BFC Frankfurt 1885 bereits nach 1900 wieder auflöste, wechselten die Mitglieder mehrheitlich zu Union 92.
Ein 1902 von der Neuen Sportwoche gestifteter Pokal wurde im Finale gegen BFC Viktoria 1889 gewonnen.
Höhepunkt dieser Zeit war das Jahr 1905, in der die Berliner Meisterschaften der 1. bis 3. Klasse gewonnen wurden und sich Union 92 für die Teilnahme an der Endrunde um die deutsche Meisterschaft qualifizieren konnte. Im Viertelfinale hieß der Gegner Eintracht Braunschweig. Die Braunschweiger erarbeiteten sich eine 1:0-Pausenführung, waren jedoch in der zweiten Halbzeit überfordert und verloren deutlich mit 1:4.
Nach diesem Triumph trafen die Jonier im Halbfinale auf den Dresdner SC. Doch auch der DSC zeigte sich der Elf um Torhüter Paul Eichelmann deutlich unterlegen und geriet frühzeitig mit 0:3 in Rückstand. Nach 90 Minuten stand es 5:2 für Union.

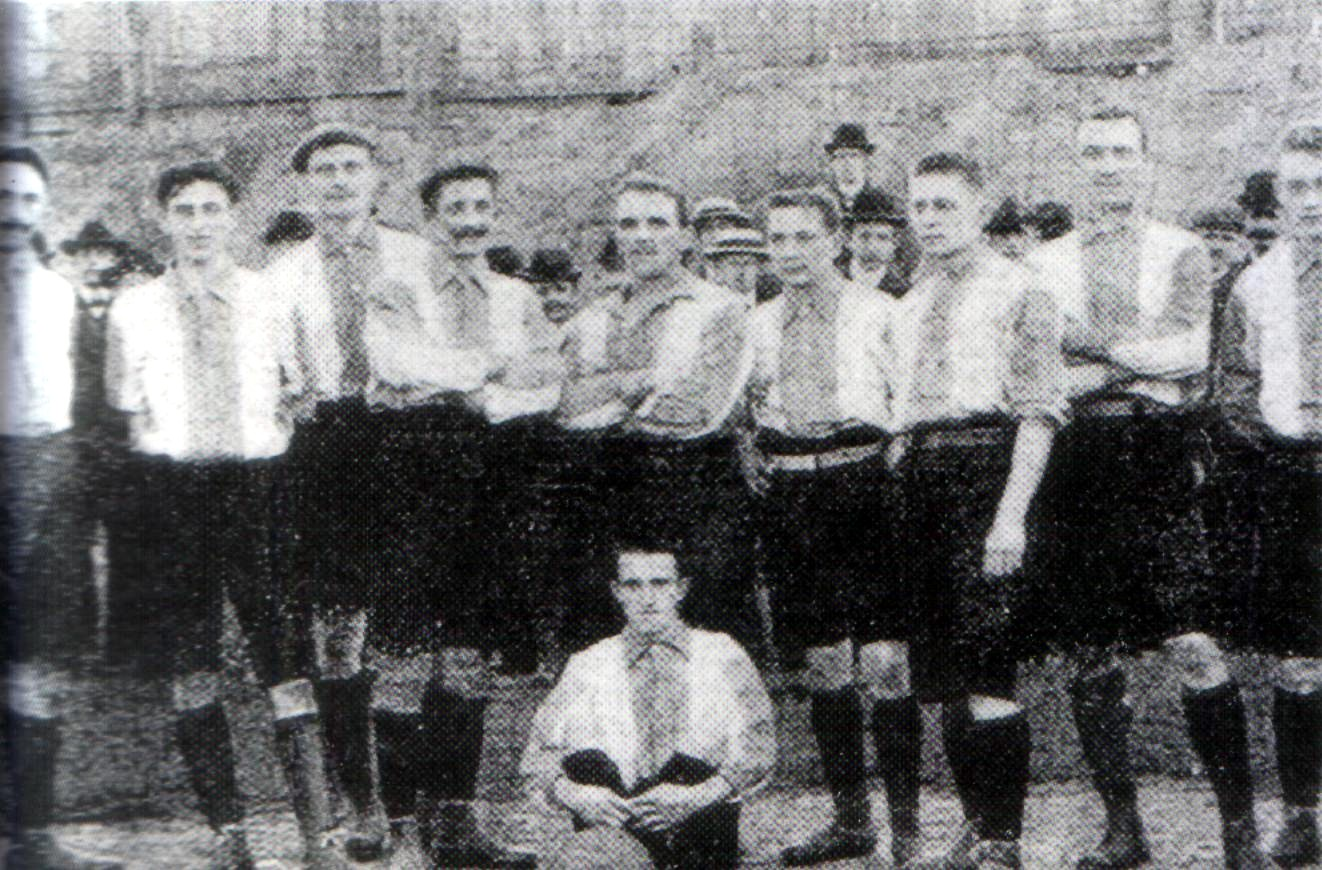
Union 92 Berlin Deutscher Meister 1905

Im Finale schließlich sollte man es mit dem Karlsruher FV zu tun bekommen. Dieser galt zu jener Zeit als Deutschlands beste Fußballmannschaft und war dementsprechend haushoher Favorit. Umso erstaunlicher war, was sich an jenem 11. Juni 1905 im Weidenpescher Park in Köln abspielte. Union drängte die favorisierten Karlsruher frühzeitig in deren Hälfte und in der 10. Minute konnte man durch Alfred Wagenseil in Führung gehen. Paul Herzog erhöhte in der 55. Minute auf 2:0. Der KFV bäumte sich vergeblich auf, denn Union-Ersatztorwart Willy Krüger erwies sich als unüberwindbar. Nach 90 Minuten stand der Sieg fest und Union war Deutscher Fußballmeister 1905.
So schön dieser Erfolg war, er sollte für Union jedoch einmalig bleiben. 1906 erreichte man in der Oberliga Berlin lediglich einen 5. Platz, war aber als Titelverteidiger erneut für die Endrunde qualifiziert. Im Halbfinale war man jedoch dem 1. FC Pforzheim deutlich mit 0:4 unterlegen.
Danach konnte man sich nie mehr für die Endrunde qualifizieren. Langsam begann der Stern der Union zu sinken. 1918 wurde man schließlich nur 15. der Oberliga Berlin und musste erstmals in die Zweitklassigkeit absteigen. Zwar folgte bereits 1919 der Wiederaufstieg, an die großen Zeiten konnte man jedoch auch in der Folgezeit nicht anknüpfen.
1927 schließlich versuchte man den Abwärtstrend durch eine Bündelung der Kräfte zu stoppen. Man fusionierte mit dem Berliner FC Vorwärts 1890, der noch 1921 Deutscher Vizemeister geworden war, zu Blau-Weiß 90 Berlin.

### Cricket
Neben Fußball wurde im Verein, wie die alte Bezeichnung Thorball schon zeigt, auch Cricket gespielt. Insgesamt wurde die Union 7-mal Berliner Meister, allerdings sind nicht alle Jahre überliefert. 1901 und 1904 wurde die Meisterschaft der 1. Klasse gewonnen, 1905 sogar in der 1. und 2. Klasse.

## Nationalspieler
- Paul Eichelmann
- Otto Hantschick
- Ernst Poetsch
- Hans Ruch

## Erfolge
- Deutscher Fußballmeister 1905
- Berliner Fußballmeister 1905
- Berliner Cricketmeister 1901, 1904, 1905